# Agata Hikari
Pour les articles homonymes, voir Hikari.
Agata Hikari (干刈 あがた), Hikari Agata en japonais ; 25 janvier 1943 à Ōme, alors district de Nishitama, dans la préfecture de Tokyo - 6 septembre 1992, est une écrivaine japonaise.

## Biographie
Hikari commence des études à l'université Waseda, études auxquelles elle met fin au bout d'un an pour vivre comme auteur indépendant. Elle travaille d'abord en tant que rédacteur et écrit des articles pour des magazines. Son premier roman Juko no kazoku (1982) est couronné d'un prix pour nouveaux auteurs et elle est nommée en 1983 pour le prix Akutagawa avec son roman Uhohho tankentai. En 1986, elle est lauréate du prix Noma pour débutants pour Shizuka ni watasu kogane no yubiwa. Hikari est l'auteur de dix-huit romans, d'essais et de traductions. Certains de ses romans ont été adaptés au cinéma.
Hikari décède d'un cancer de l'estomac en 1992.
Seule une nouvelle, publiée au Japon en 1983, a été traduite en français : Le Planétarium (Puranetarium) (dans La Famille - Anthologie de nouvelles japonaises contemporaines, tome 4, nouvelle traduite par Pascale Takahashi, Éditions du Rocher, 2009).

## Source de la traduction
- (de) Cet article est partiellement ou en totalité issu de l’article de Wikipédia en allemand intitulé « Agata Hikari » (voir la liste des auteurs).